# Cissus rondoensis
Cissus rondoensis är en vinväxtart som beskrevs av B. Verdcourt. Cissus rondoensis ingår i släktet Cissus och familjen vinväxter. Inga underarter finns listade i Catalogue of Life.